# Hồ Nong Han
Nong Han (tiếng Thái: หนองหาน) là một hồ nước tự nhiên ở đông bắc Thái Lan, nằm phía đông bắc của thị xã Sakon Nakhon. Hồ có diện tích 125,2 km² lớn nhất ở đông bắc Thái Lan.
Sông chính đổ nước vào hồ là sông Nam Pung bắt nguồn từ núi Phu Phan phía nam. Nước chảy ra sông Huai Nam Khan ở phía đông nam rồi đổ vào sông Mekong. Độ sâu trung bình là 1,9 m, tuy nhiên trong mùa khô hồ thu hẹp lại do nhiều chỗ nông khô cạn. Hồ là một nơi ngư dân đánh cá, 20% các bắt được ở đây là Bardus leiacanthus. Phần lớn bờ đã được biến thành công viên cho thành phố gần đó.